# パシフィック・パリセイズ (ロサンゼルス)

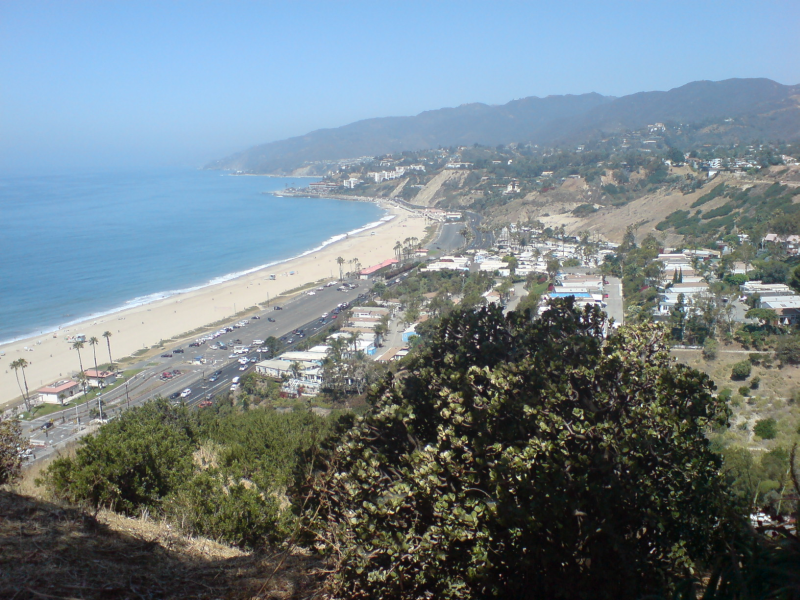
上空からのパシフィック・パリセイズ（北西部）と太平洋を見下ろす写真

パシフィック・パリセイズ（英語: Pacific Palisades）は米国カリフォルニア州ロサンゼルスのウェストサイド地域にある地区で、ロサンゼルス・ダウンタウンから西に32kmに位置している。
パシフィック・パリセイズは1921年に、ショトーカ運動の団体によって正式に設立された。パシフィック・パリセイズは後に、プライバシーを求めるセレブリティやその他の有名人によって選ばれるようになる。パシフィック・パリセイズは、人里離れた場所にあり、小さな町のような雰囲気の緊密なコミュニティであること、地中海性気候、丘陵地帯の地形、自然環境、豊富な公園とハイキングコース、4.8kmに渡る海岸線、そして建築的に重要な住宅がいくつかあることで知られている。
2025年1月7日に発生した南カリフォルニアの山火事の一部であるパリセイズ火災に襲われ、10日までにほぼ全域が完全に焼失した。

## 語源
パシフィック・パリセイズという名称は、水辺（この場合は太平洋）に位置する一連の崖状の断崖からなる「パリセイド地層」に由来しており、この地域が米国東部ニュージャージー州ハドソン川下流の西側にある「パリセイズ (ハドソン川)」に似ていると言われていることから付けられた。

## 参照項目
- パリセイズ・アミューズメント・パーク (かつてニュージャージー州にあった遊園地)
- パリセイズ (ハドソン川)